# Dinocephalus ocellatus
Dinocephalus ocellatus là một loài bọ cánh cứng trong họ Cerambycidae.